# Аксу (Бурлінський район)
Аксу (каз. Ақсу) — село у складі Бурлінського району Західноказахстанської області Казахстану. Адміністративний центр Аксуського сільського округу.
Населення — 477 осіб (2021; 504 у 2009, 854 у 1999, 978 у 1989).